# Innervisions
Pour l’article homonyme, voir Innervision.
Albums de Stevie Wonder
Talking Book
(1972) Fulfillingness' First Finale
(1974)
Innervisions est un album de Stevie Wonder paru en 1973. C'est le troisième des cinq albums « classiques » qu'il a réalisés pendant les années 1970 avec Music of My Mind, Talking Book, Fulfillingness' First Finale, et Songs in the Key of Life.
Parmi les fans et les critiques de Stevie Wonder, Innervisions est souvent considéré comme l'un de ses deux chefs-d'œuvre avec Songs in the Key of Life. Il traite de nombreux aspects de la vie : l'usage de drogues (Too High et Don't You Worry 'Bout a Thing), le mécontentement social (Higher Ground, Living for the City), et bien sûr, l'amour (Golden Lady, All in Love Is Fair). La piste finale, He's Misstra Know-It-All, est une critique sévère contre le président américain de l'époque, Richard Nixon.
Innervisions a été classé quatrième au Billboard 200 et premier au Billboard Soul Chart.
Avec cet album Stevie Wonder a remporté deux Grammy Awards en 1973 (meilleure performance vocale Pop masculine et meilleur album de l'année) et un en 1974 (meilleure chanson Rhythm and Blues pour Living for the City),. En 1999, il a reçu le Grammy Hall of Fame Award. L'album a été désigné 24e meilleur album de tous les temps par le magazine Rolling Stone en 2003Dans la liste réactualisée en 2023, il est 34e.
Le morceau Higher Ground a été repris par les Red Hot Chili Peppers sur leur quatrième album Mother's Milk. Le morceau Don't You Worry 'Bout A Thing a été repris par Incognito sur leur album Tribes, Vibes and Scribes.

## Titres
Toutes les chansons sont écrites et composées par Stevie Wonder.
| 1.    | Too High                      | 4:36 |
| 2.    | Visions                       | 5:23 |
| 3.    | Living for the City           | 7:22 |
| 4.    | Golden Lady                   | 4:58 |
| 5.    | Higher Ground                 | 3:42 |
| 6.    | Jesus Children of America     | 4:10 |
| 7.    | All in Love Is Fair           | 3:41 |
| 8.    | Don't You Worry 'bout a Thing | 4:44 |
| 9.    | He's Misstra Know-It-All      | 5:35 |
| 44:12 |                               |      |

## Classements hebdomadaires
| Classement (1973-1974)        | Meilleure place |
| ----------------------------- | --------------- |
| Australie (Kent Music Report) | 26              |
| Canada (RPM Top Albums)       | 11              |
| États-Unis (Billboard 200)    | 4               |
| États-Unis (Soul Chart)       | 1               |
| Royaume-Uni (UK Albums Chart) | 8               |

## Certifications
| Pays                  | Certification | Date       | Unités certifiées |
| --------------------- | ------------- | ---------- | ----------------- |
| Canada (Music Canada) | Or            | 01/04/1978 | 50 000            |
| Royaume-Uni (BPI)     | Or            | 01/05/1974 | 100 000           |

## Singles
- 1973 : Higher Ground classé 4e au Billboard Pop Singles Chart et 1er au Billboard Black Singles Chart
- 1973 : Living for the City classé 8e au Billboard Pop Singles Chart et 1er au Billboard Black Singles Chart
- 1974 : Don't You Worry 'bout a Thing classé 16e au Billboard Pop Singles Chart et 2e au Billboard Black Singles Chart
- 1974 : He's Misstra Know-It-All classé 10e au Royaume-Uni